# Oli de gira-sol

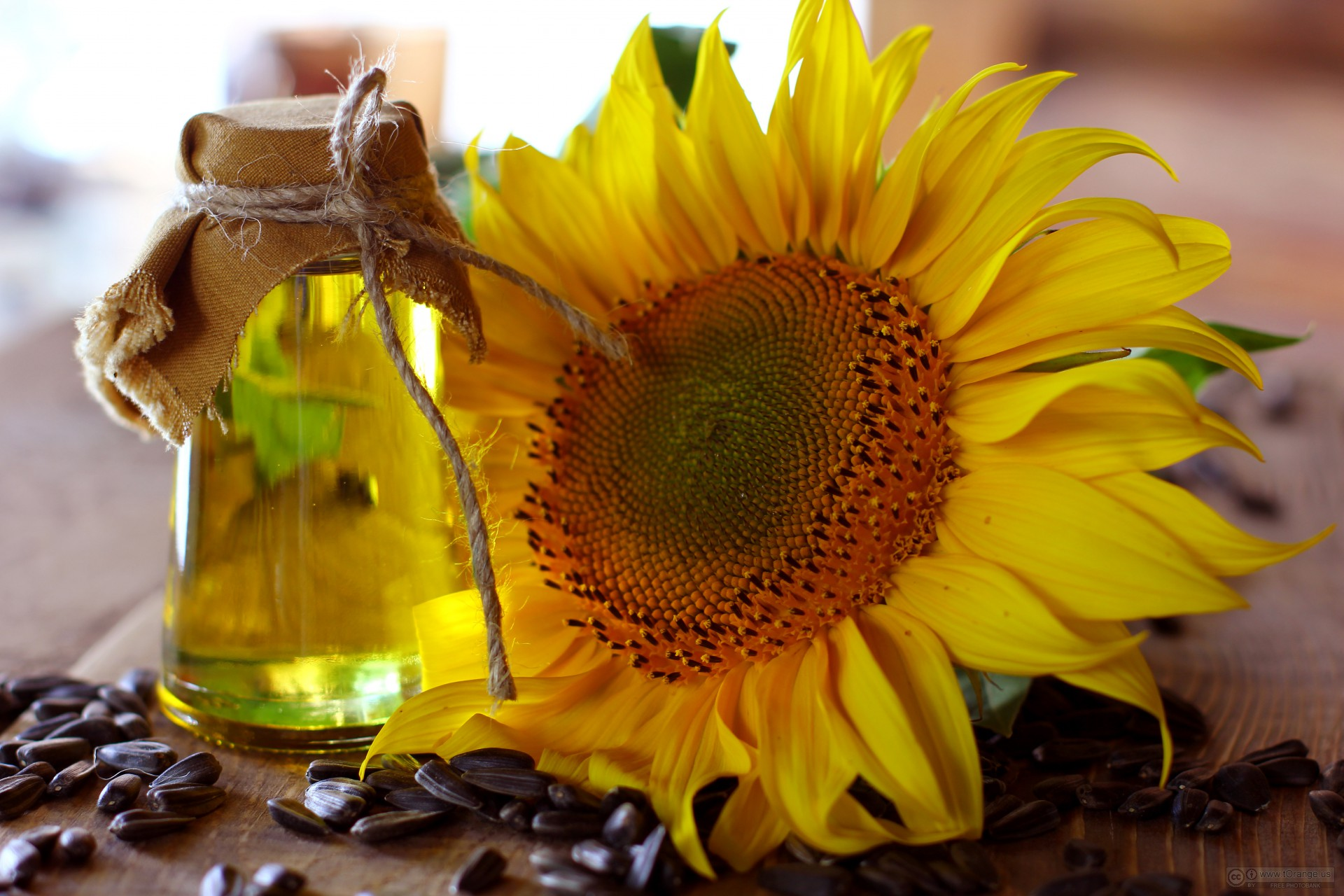
Ampolla amb oli de gira-sol

L'oli de gira-sol és l'oli extret de les llavors (botànicament dits aquenis) de la planta anomenada gira-sol (Helianthus annuus). L'oli de llavors de gira-sol es fa servir normalment per a fregir i, en formulacions cosmètiques, com emol·lient.

## Estructura química
Aquest oli conté triacilglicerols, amb un elevat contingut d'àcid linoleic. La composició d'àcids grassos està en gran manera influenciada per les condicions ambientals de creixement de la planta de gira-sol. La Farmacopea Britannica dona la següent composició:
- Àcid palmític: entre 4.0% i 9.0%.
- Àcid esteàric: entre 1.0% i 7.0%
- Àcid oleic: entre 14.0% i 40.0%
- Àcid linoleic: entre 48.0% i 74.0%

L'oli de gira-sol típicament conté lecitina, tocoferols, carotenoids i ceres.
El valor nutritiu és: Energia 3.669 Kilojoules, glúcids 0 g, proteïna 0 g, greixos 100 g (dels quals saturats 9,75 g, monoinsaturats 83,6 g, polinsaturats 3,8 g.) vitamina E 41,08 mg, vitamina K 5,4 ug (Font USDA) 

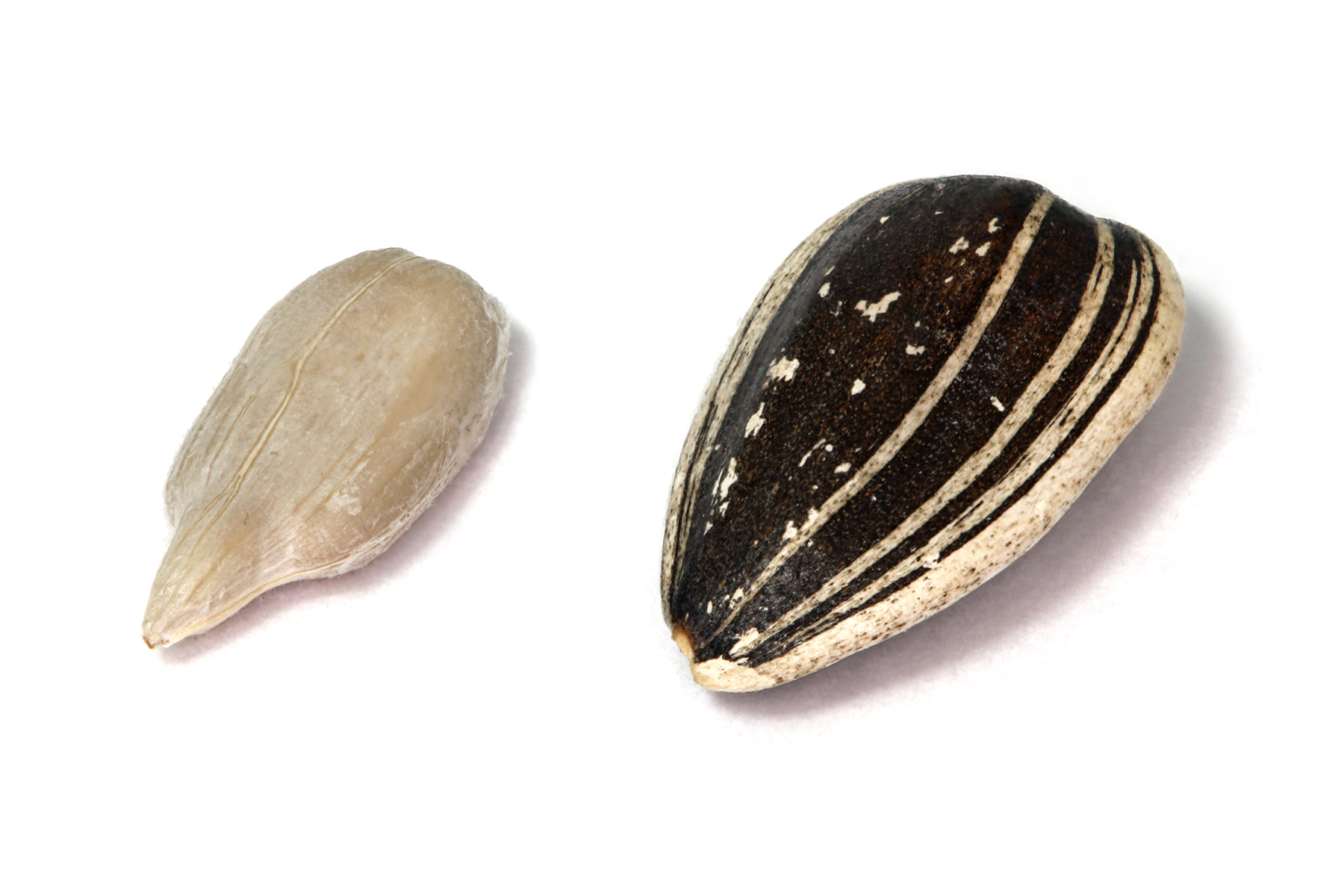
Llavors de gira-sol amb i sense involucre

Hi ha tres cultivars de gira-sol que forneixen olis de composició diferent: amb alt contingut d'àcid linoleic, amb alt contingut d'àcid oleic i amb contingut mitjà d'àcid oleic (nom comercial NuSun).

## Propietats físiques
És un oli líquid a temperatura ambient que es solidifica a temperatura considerablement més baixa que l'oli d'oliva. Comença a fumejar a partir de 232 °C. Quan queda refinat és transparent, de color ambre i amb una lleugera olor grassa. La densitat a 20 °C està compresa entre 0,918 e 0,923 kg/dm³ i a aquesta temperatura l'índex de refracció es troba entre 1,472 i 1,476.

## Usos
Per a fregir es comporta com un típic oli vegetal compost de triacilglicerols.

## Producció
| Producció d'oli de gira-sol l'any 2018 | Producció d'oli de gira-sol l'any 2018 |
| Estat                                  | Milions de tones                       |
| -------------------------------------- | -------------------------------------- |
| Ucraïna                                | 5,1                                    |
| Rússia                                 | 4,6                                    |
| Argentina                              | 1,3                                    |
| Turquia                                | 1,0                                    |
| Hongria                                | 0,7                                    |
| Món                                    | 18,4                                   |
| Font: FAOSTAT (ONU)                    |                                        |

L'any 2018 es varen produir a tot el món 18 milions de tones d'oli de gira-sol. D'aquestes, el 53% foren produïdes entre Rússia i Ucraïna.